# Hypostomus eptingi
Hypostomus eptingi är en fiskart som först beskrevs av Fowler, 1941.  Hypostomus eptingi ingår i släktet Hypostomus och familjen Loricariidae. Inga underarter finns listade i Catalogue of Life.